# Liste der Bodendenkmäler in Hiltpoltstein
Auf dieser Seite sind die Bodendenkmäler in dem oberfränkischen Markt Hiltpoltstein zusammengestellt. Diese Tabelle ist eine Teilliste der Liste der Bodendenkmäler in Bayern. Grundlage ist die Bayerische Denkmalliste, die auf Basis des Bayerischen Denkmalschutzgesetzes vom 1. Oktober 1973 erstmals erstellt wurde und seither durch das Bayerische Landesamt für Denkmalpflege geführt wird. Die folgenden Angaben ersetzen nicht die rechtsverbindliche Auskunft der Denkmalschutzbehörde.

## Bodendenkmäler in Hiltpoltstein
| Lage       | Objekt | Akten-Nr.     | Bild           |
| ---------- | --- | ------------- | -------------- |
| (Standort) | Höhle mit vorgeschichtlichen und mittelalterlichen Funden | D-4-6333-0009 |                |
| (Standort) | Ein vorgeschichtlicher Grabhügel | D-4-6333-0012 |                |
| (Standort) | Bestattungsplatz vorgeschichtlicher Zeitstellung mit verebneten Grabhügeln der Hallstattzeit                                                                        | D-4-6333-0013 |                |
| (Standort) | Vorgeschichtliches Grabhügelfeld | D-4-6333-0111 |                |
| (Standort) | Verhüttungsplatz vor- und frühgeschichtlicher oder mittelalterlicher Zeitstellung                                                                                   | D-4-6333-0129 |                |
| (Standort) | Pingenfeld vor- und frühgeschichtlicher oder mittelalterlicher Zeitstellung                                                                                         | D-4-6333-0136 |                |
| (Standort) | Siedlung vorgeschichtlicher Zeitstellung | D-4-6333-0141 |                |
| (Standort) | Siedlung vor- und frühgeschichtlicher Zeitstellung | D-4-6333-0146 |                |
| (Standort) | Vermutlich Grabhügel vorgeschichtlicher Zeitstellung | D-4-6333-0147 |                |
| (Standort) | Verhüttungsplatz vor- und frühgeschichtlicher oder mittelalterlicher Zeitstellung                                                                                   | D-4-6333-0149 |                |
| (Standort) | Verhüttungsplatz vor- und frühgeschichtlicher oder mittelalterlicher Zeitstellung                                                                                   | D-4-6333-0150 |                |
| (Standort) | Verhüttungsplatz vor- und frühgeschichtlicher oder mittelalterlicher Zeitstellung                                                                                   | D-4-6333-0151 |                |
| (Standort) | Verhüttungsplatz vor- und frühgeschichtlicher oder mittelalterlicher Zeitstellung                                                                                   | D-4-6333-0157 |                |
| (Standort) | Untertägige Bauteile der frühneuzeitlichen Pfarrkirche, Fundamente mittelalterlicher Vorgängerbauten sowie vermutlich Körpergräber des Mittelalters und der Neuzeit | D-4-6333-0216 |                |
| (Standort) | Untertägige Bauteile bestehender Gebäude und Fundamente abgegangener Bauten der hochmittelalterlichen bis frühneuzeitlichen Burg Hiltpoltstein                      | D-4-6333-0217 | weitere Bilder |
| (Standort) | Archäologische Befunde eines Kalkofens des Mittelalters und der frühen Neuzeit                                                                                      | D-4-6333-0285 |                |
| (Standort) | Wall-Graben-Anlage vermutlich des Mittelalters | D-4-6333-0290 |                |
| (Standort) | Burgstall des hohen und späten Mittelalters | D-4-6333-0291 |                |
| (Standort) | Vermutlich Schlagplatz vorgeschichtlicher Zeitstellung | D-4-6334-0023 |                |
| (Standort) | Ein vorgeschichtlicher Grabhügel | D-4-6334-0028 |                |
| (Standort) | Siedlung des Neolithikums | D-4-6334-0032 |                |
| (Standort) | Siedlung vor- und frühgeschichtlicher Zeitstellung | D-4-6334-0036 |                |
| (Standort) | Pingenfeld vor- und frühgeschichtlicher oder mittelalterlicher Zeitstellung                                                                                         | D-4-6334-0045 |                |
| (Standort) | Höhensiedlung vor- und frühgeschichtlicher Zeitstellung | D-4-6334-0089 |                |